# Torre Perret (Amiens)
La Torre Perret è un palazzo situato nel centro di Amiens, in Francia, ed ospita uffici e residenze. È stato l'edificio più alto del paese tra il 1952 e il 1970. Dal 1975 è classificata come Monumento storico.
Fu progettata da Auguste Perret nel 1942 per la ricostruzione della zona della stazione e della piazza Alphonse-Fiquet in seguito alle distruzioni della Seconda Guerra Mondiale. La costruzione vera e propria si ebbe tra 1949 e 1952.